# Кухня парсів
 Кухня парсів відноситься до традиційної кухні людей парсів, які мігрували на Індійський субконтинент з Персії та зараз поширилися на території сучасних південноазіатських республік Індії та Пакистану.

## Основні страви
Основною особливістю обіду парсі є рис, який їдять з сочевицею або карі. Каррі виготовляється з кокосом і без нього, причому карі зазвичай густіше, ніж рас. Вечеря — це м'ясна страва, яка часто супроводжується картоплею або іншим овочевим карі. Качумбер (гострий цибульно-огірковий салат) супроводжує більшість страв.
Серед популярних страв парсі:
- Курча Фарча (Смажена куряча закуска)
- Дгансак (баранина, баранина, козлятина, курка або овочі в соусі з сочевиці або тур-даал, подається з коричневим рисом)
- Патра ні Мачгі (риба — помфрет або сурмаї, густо фарширована зеленим кокосовим чатні та загорнута в банановий лист — приготована на пару.)[2]
- Салі Мурггі (гостра курка з тонкою смаженою картоплею фрі)
- Саас ні Мачгі (Жовтий рис з філе риби помфрет у білому соусі)
- Колмі но Патіо (Креветки в гострому томатному карі)
- Джардалу Салі Боті (баранина без кісток у цибульно-томатному соусі з абрикосами та смаженою сірниковою картоплею)
- Кічарі (рис з тор даал або монг даал)
- Тамота ні Рас Чаваль (котлети з баранини з білим рисом і томатним соусом)

Серед парсів також популярні, але менш в інших місцях, типові для парсі страви з ееда (яйця), до яких входять акурі (яєчня зі спеціями) і пора (омлет «парси»). Крім того, такі овочі, як окра, помідори, картопля та інші, часто готують з яйцями.
Традиційний сніданок у 1930-х роках у Мумбаї чи багатьох селах Південного Гуджарату складався з хурчану (субпродукти, приготовані з картоплею в гострому соусі) та деяких варіантів повсюдно смажених у фритюрі, смажених або напівсмажених яєць. В аграрних громадах це запивають великою кількістю кокосового тодді, часто прямо з дерева.
Хоча в недалекому минулому овочі вважалися «їжею для бідних людей», зараз спостерігається тенденція до легкої їжі, відмови від червоного м'яса і навіть до вегетаріанства.

## Десерти
Звичайні десерти включають сев (вермішель), раво (солодкий манний пудинг) і малідо (горіхова помадка). Також популярні фалуда та кулфі, обидва з яких є запозиченням кухонь ірано- та перськомовних спільнот. Весільні застілля традиційно включають заварний крем Лаган ну.

## Закуски
До популярних закусок з парсі належать бгахра (смажене у фритюрі солодке тісто), батаса (чайне печиво), дар ні порі (солодка сочевиця, начинена легким тістом), дуд на пуф (молочна піна) і кхаман на ладва (вареники, фаршировані підсолодженим кокосом).

## Подальше читання
- Kapadia, Rita J. (2014). Parsi Cuisine: Manna of the 21st Century. USA: Createspace. ISBN 978-1499730289.
- Westrip, Joyce P. (2006), Fire and spice: Parsi cookery, London: Serif, ISBN 1-897959-41-9